# Großer Preis von Südafrika (Motorrad)
Der Große Preis des Südafrika für Motorräder war ein Motorrad-Rennen, das zwischen 1983 und 2004 insgesamt zehnmal ausgetragen wurde und zur Motorrad-Weltmeisterschaft zählte.
Das Rennen wurde von 1983 bis 1985 sowie 1992 auf dem Kyalami Grand Prix Circuit in der Provinz Gauteng und zwischen 1999 und 2004 auf dem Phakisa Freeway nahe Welkom ausgetragen.
Nachdem das Rennen von 1983 bis 1985 zur WM gezählt hatte, wurde der Grand Prix 1986 wegen Problemen aufgrund der in Südafrika praktizierten Apartheidspolitik abgesagt und erst wieder 1992 ausgetragen.

Kyalami Circuit (1983–1985)
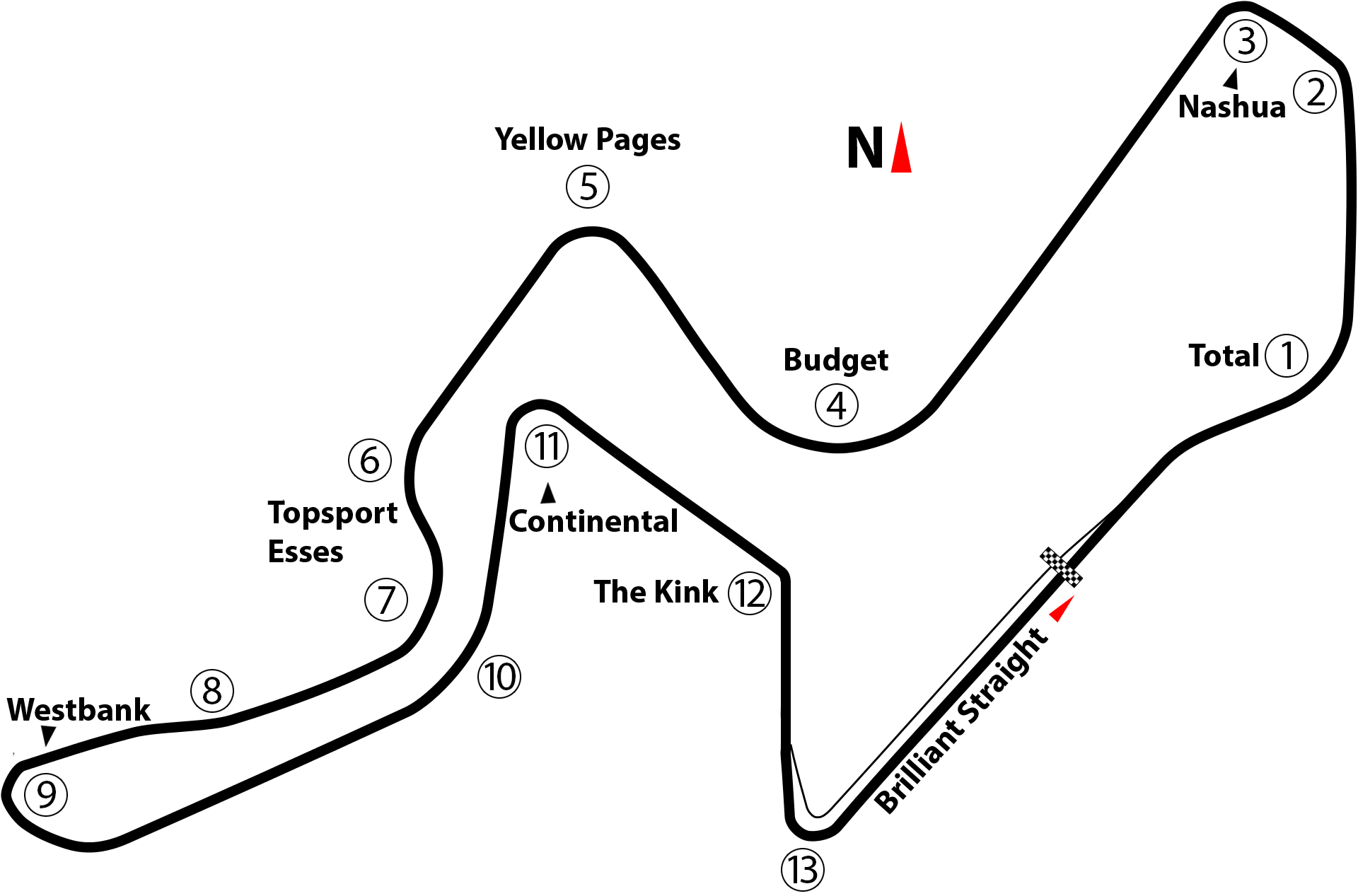
Kyalami Circuit (1992)
Phakisa Freeway

## Statistik
| Auflage | Jahr | Strecke | Klasse  | Sieger                       | Zweiter                     | Dritter                                | Pole-Position                           | Schn. Rennrunde                         |
| ------- | ---- | ------- | ------- | ---------------------------- | --------------------------- | -------------------------------------- | --------------------------------------- | --------------------------------------- |
| 1.      | 1983 | Kyalami | 250 cm³ | Carlos Lavado (Yamaha)       | Christian Sarron (Yamaha)   | Didier de Radiguès (Chevallier-Yamaha) | Jean-François Baldé (Chevallier-Yamaha) | Jean-François Baldé (Chevallier-Yamaha) |
| 1.      | 1983 | Kyalami | 500 cm³ | Freddie Spencer (Honda)      | Kenny Roberts sr. (Yamaha)  | Randy Mamola (Suzuki)                  | Freddie Spencer (Honda)                 | Freddie Spencer (Honda)                 |
|         |      |         |         |                              |                             |                                        |                                         |                                         |
| 2.      | 1984 | Kyalami | 250 cm³ | Christian Sarron (Yamaha)    | Manfred Herweh (Real)       | Carlos Lavado (Yamaha)                 | Mario Rademeyer (MBA)                   | Patrick Fernandez (Yamaha)              |
| 2.      | 1984 | Kyalami | 500 cm³ | Eddie Lawson (Yamaha)        | Randy Mamola (Honda)        | Raymond Roche (Honda)                  | Freddie Spencer (Honda)                 | Barry Sheene (Suzuki)                   |
|         |      |         |         |                              |                             |                                        |                                         |                                         |
| 3.      | 1985 | Kyalami | 250 cm³ | Freddie Spencer (Honda)      | Toni Mang (Honda)           | Carlos Lavado (Yamaha)                 | Carlos Lavado (Yamaha)                  | Mario Rademeyer (Yamaha)                |
| 3.      | 1985 | Kyalami | 500 cm³ | Freddie Spencer (Honda)      | Eddie Lawson (Yamaha)       | Christian Sarron (Yamaha)              | Freddie Spencer (Honda)                 | Freddie Spencer (Honda)                 |
|         |      |         |         |                              |                             |                                        |                                         |                                         |
| 4.      | 1992 | Kyalami | 125 cm³ | Jorge Martínez (Honda)       | Carlos Giró jr. (Aprilia)   | Alessandro Gramigni (Aprilia)          | Alessandro Gramigni (Aprilia)           | Carlos Giró jr. (Aprilia)               |
| 4.      | 1992 | Kyalami | 250 cm³ | Max Biaggi (Aprilia)         | Loris Reggiani (Aprilia)    | Pierfrancesco Chili (Aprilia)          | Helmut Bradl (Honda)                    | Max Biaggi (Aprilia)                    |
| 4.      | 1992 | Kyalami | 500 cm³ | John Kocinski (Yamaha)       | Wayne Gardner (Honda)       | Wayne Rainey (Yamaha)                  | John Kocinski (Yamaha)                  | Wayne Gardner (Honda)                   |
|         |      |         |         |                              |                             |                                        |                                         |                                         |
| 5.      | 1999 | Welkom  | 125 cm³ | Gianluigi Scalvini (Aprilia) | Arnaud Vincent (Aprilia)    | Marco Melandri (Honda)                 | Gianluigi Scalvini (Aprilia)            | Gianluigi Scalvini (Aprilia)            |
| 5.      | 1999 | Welkom  | 250 cm³ | Valentino Rossi (Aprilia)    | Shin’ya Nakano (Yamaha)     | Olivier Jacque (Yamaha)                | Loris Capirossi (Honda)                 | Valentino Rossi (Aprilia)               |
| 5.      | 1999 | Welkom  | 500 cm³ | Max Biaggi (Yamaha)          | Sete Gibernau (Honda)       | Àlex Crivillé (Honda)                  | Tadayuki Okada (Honda)                  | Sete Gibernau (Honda)                   |
|         |      |         |         |                              |                             |                                        |                                         |                                         |
| 6.      | 2000 | Welkom  | 125 cm³ | Arnaud Vincent (Aprilia)     | Mirko Giansanti (Honda)     | Emilio Alzamora (Honda)                | Roberto Locatelli (Aprilia)             | Arnaud Vincent (Aprilia)                |
| 6.      | 2000 | Welkom  | 250 m³  | Shin’ya Nakano (Yamaha)      | Daijirō Katō (Honda)        | Tōru Ukawa (Honda)                     | Shin’ya Nakano (Yamaha)                 | Daijirō Katō (Honda)                    |
| 6.      | 2000 | Welkom  | 500 cm³ | Garry McCoy (Yamaha)         | Carlos Checa (Yamaha)       | Loris Capirossi (Honda)                | Sete Gibernau (Honda)                   | Valentino Rossi (Honda)                 |
|         |      |         |         |                              |                             |                                        |                                         |                                         |
| 7.      | 2001 | Welkom  | 125 cm³ | Yōichi Ui (Derbi)            | Manuel Poggiali (Gilera)    | Noboru Ueda (TSR-Honda)                | Yōichi Ui (Derbi)                       | Yōichi Ui (Derbi)                       |
| 7.      | 2001 | Welkom  | 250 cm³ | Daijirō Katō (Honda)         | Marco Melandri (Aprilia)    | Tetsuya Harada (Aprilia)               | Daijirō Katō (Honda)                    | Marco Melandri (Aprilia)                |
| 7.      | 2001 | Welkom  | 500 cm³ | Valentino Rossi (Honda)      | Loris Capirossi (Honda)     | Tōru Ukawa (Honda)                     | Valentino Rossi (Honda)                 | Valentino Rossi (Honda)                 |
|         |      |         |         |                              |                             |                                        |                                         |                                         |
| 8.      | 2002 | Welkom  | 125 cm³ | Manuel Poggiali (Gilera)     | Arnaud Vincent (Aprilia)    | Dani Pedrosa (Honda)                   | Dani Pedrosa (Honda)                    | Manuel Poggiali (Gilera)                |
| 8.      | 2002 | Welkom  | 250 cm³ | Marco Melandri (Aprilia)     | Franco Battaini (Aprilia)   | Fonsi Nieto (Aprilia)                  | Franco Battaini (Aprilia)               | Fonsi Nieto (Aprilia)                   |
| 8.      | 2002 | Welkom  | MotoGP  | Tōru Ukawa (Honda)           | Valentino Rossi (Honda)     | Loris Capirossi (Honda)                | Valentino Rossi (Honda)                 | Tōru Ukawa (Honda)                      |
|         |      |         |         |                              |                             |                                        |                                         |                                         |
| 9.      | 2003 | Welkom  | 125 cm³ | Dani Pedrosa (Honda)         | Andrea Dovizioso (Honda)    | Steve Jenkner (Aprilia)                | Yōichi Ui (Aprilia)                     | Dani Pedrosa (Honda)                    |
| 9.      | 2003 | Welkom  | 250 cm³ | Manuel Poggiali (Aprilia)    | Randy De Puniet (Aprilia)   | Franco Battaini (Aprilia)              | Randy De Puniet (Aprilia)               | Manuel Poggiali (Aprilia)               |
| 9.      | 2003 | Welkom  | MotoGP  | Sete Gibernau (Honda)        | Valentino Rossi (Honda)     | Max Biaggi (Honda)                     | Sete Gibernau (Honda)                   | Valentino Rossi (Honda)                 |
|         |      |         |         |                              |                             |                                        |                                         |                                         |
| 10.     | 2004 | Welkom  | 125 cm³ | Andrea Dovizioso (Honda)     | Roberto Locatelli (Aprilia) | Casey Stoner (KTM)                     | Andrea Dovizioso (Honda)                | Roberto Locatelli (Aprilia)             |
| 10.     | 2004 | Welkom  | 250 cm³ | Dani Pedrosa (Honda)         | Randy De Puniet (Aprilia)   | Sebastián Porto (Aprilia)              | Randy De Puniet (Aprilia)               | Sebastián Porto (Aprilia)               |
| 10.     | 2004 | Welkom  | MotoGP  | Valentino Rossi (Yamaha)     | Max Biaggi (Honda)          | Sete Gibernau (Honda)                  | Valentino Rossi (Yamaha)                | Max Biaggi (Honda)                      |

Rekordsieger Fahrer: Valentino Rossi (3)

## Verweise